# Мотеюс Валанчус
Моте́юс Вала́нчюс (Матвій-Казимир Волончевський, лит. Motiejus Valančius, пол. Maciej Wołonczewski; 16 (28) лютого 1801, Насренай, нині Кретинзький район Литви — 17 (29) травня 1875, Ковно) — литовський письменник-просвітник, історик, єпископ.

## Біографія
Народився у селянській родині. Навчався в школі в Жемайтійській Кальварії (1816–1821) і в духовній семінарії в Варняй (1822–1824), потім в семінарії в Вільно (1824—1828). По закінченню висвячений у ксьондзи і здобув ступінь кандидата теології. Служив віровчителем і капеланом у школі в Мозирі й Крожах. У 1836 здобув ступінь магістра теології. З травня 1840 року ад'юнкт віленської римсько-католицької Духовної академії, у серпні 1842 року переведеної до Санкт-Петербурга; професор академії. 1845 року повернувся до Литви, отримавши призначення на посаду ректора варняйської духовної семінарії. За буллою Папи Римського Пія IX і указом царя в березні 1850 року став католицьким єпископом Жемайтії (Тельшевська, Тельшяйська єпархія).
Вів просвітницьку роботу, організував парафіяльні школи і бібліотеки, дбав про видання литовських книг, сам видавав багато брошур і книг духовного, релігійно-дидактичного змісту. У грудні 1858 року обраний дійсним членом Віленської археологічної комісії. З травня 1861 року почесний член Ковенського губернського статистичного комітету.

## Нагороди
Нагороджений орденами Св. Анни третього ступеня (1847), Св. Володимира третього ступеня (1859), Св. Станіслава першого ступеня (1862).

## Тверезницький рух

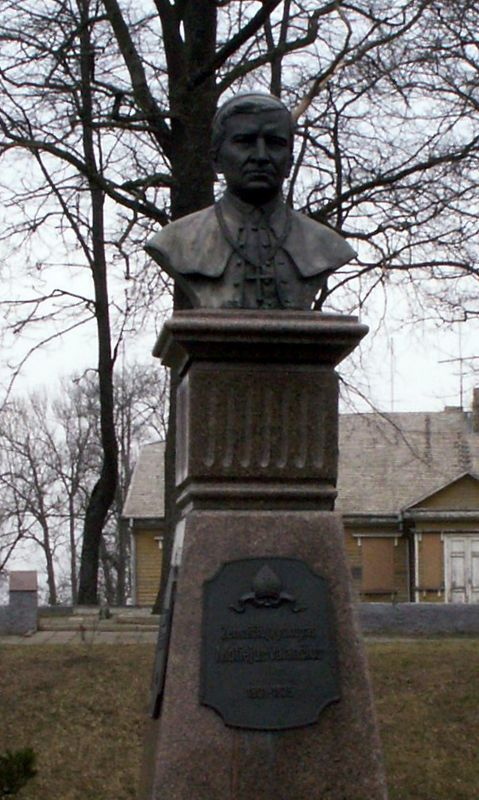
Пам'ятник в Варняй

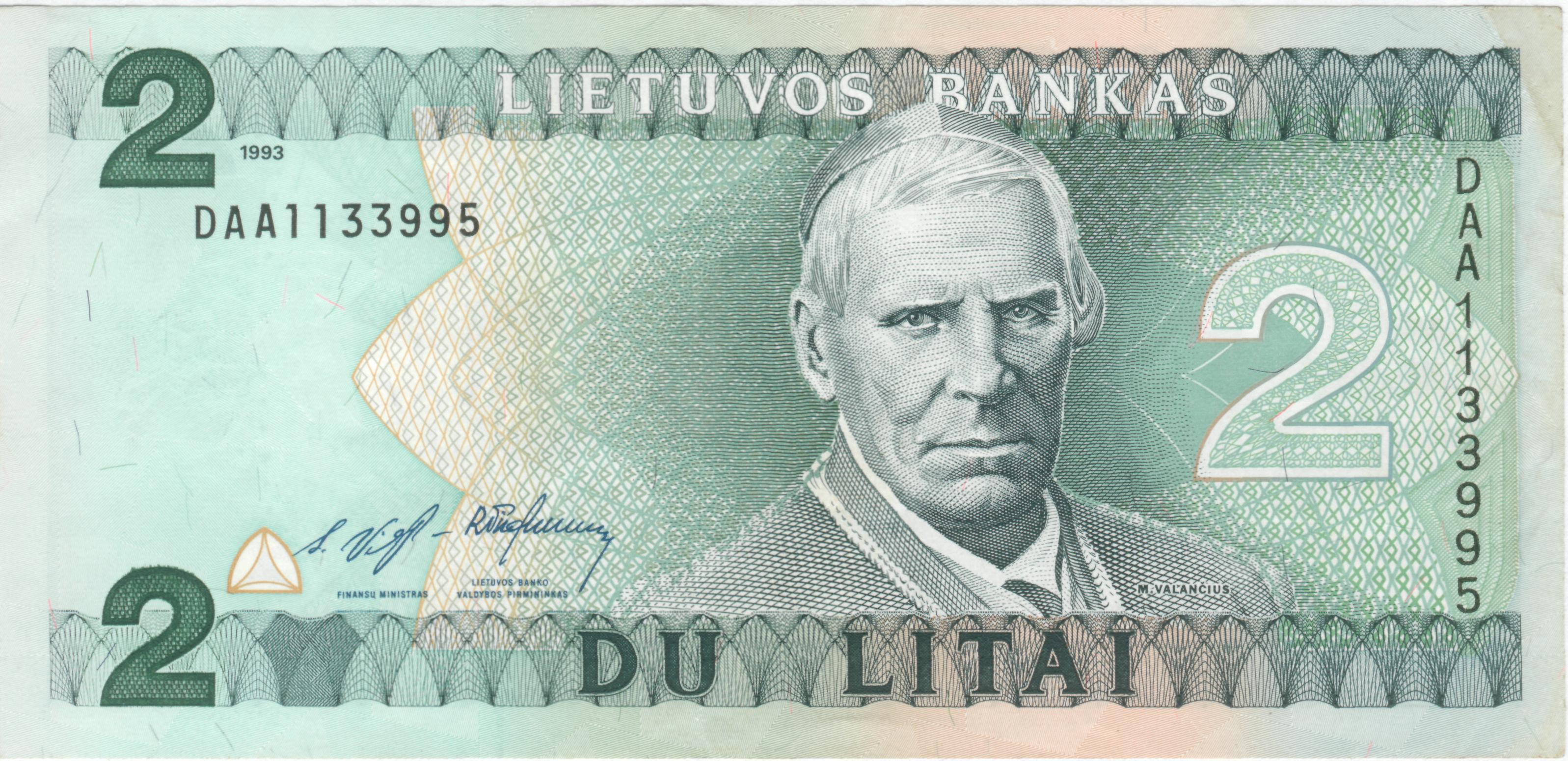

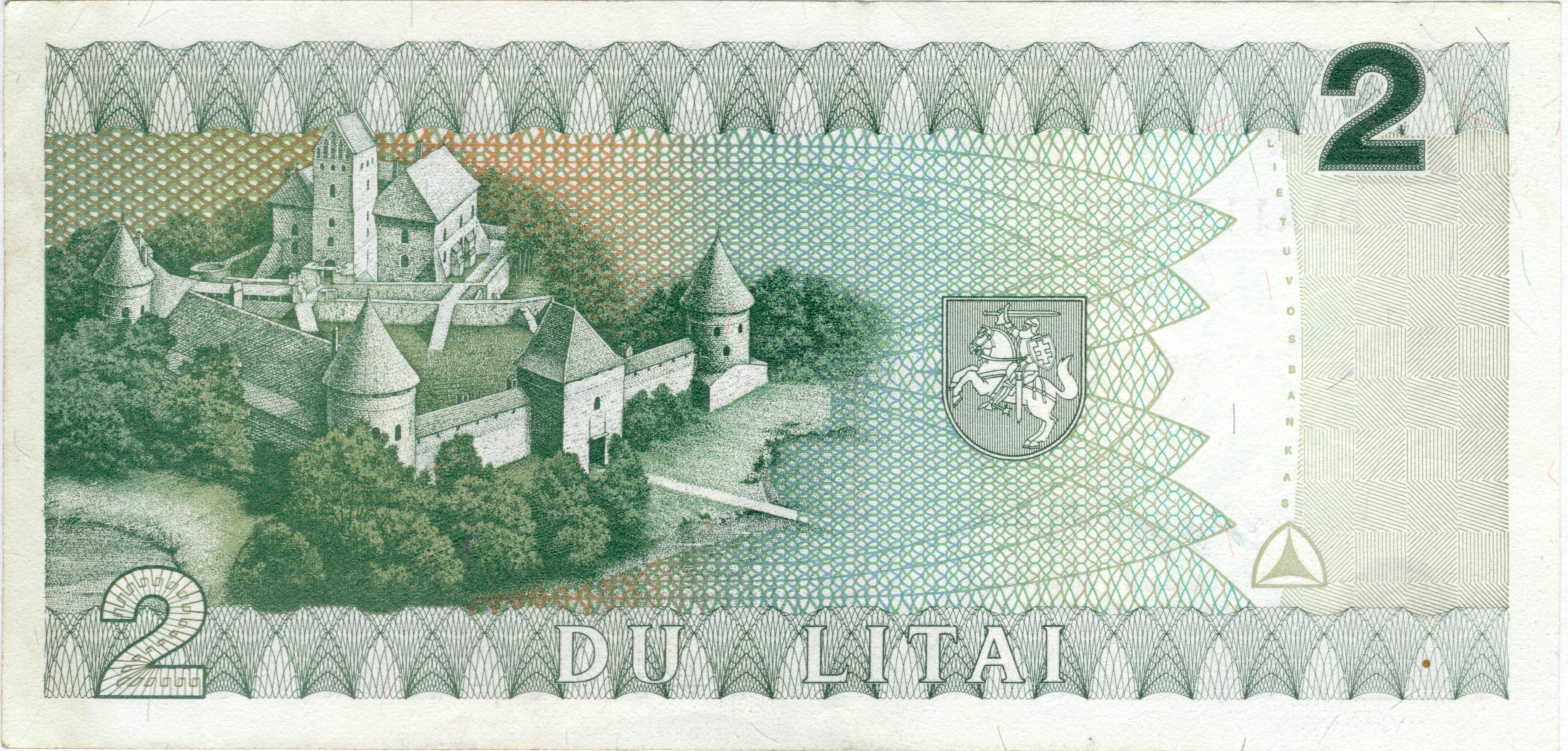
На двох литах 1993 р.

З ініціативи єпископа Валанчюса 1858 року в Юрбаркасі при костелі виникло товариство тверезості. Незабаром тверезницький рух охопив усю Ковенську губернію і почав поширюватися Віленською і Гродненською губерніями. У Литві товариства тверезості включали біля мільйона осіб. Товариства тверезості створювалися при костелах: чоловіки присягалися на вівтарі або іконі Діви Марії не вживати алкогольних напоїв та слідкувати за тим, щоб цього не робили інші прихожани (порушників карали — замикали в дзвіниці, пороли тощо); в костелах заводилися книги зі списками непитущих. Товариства тверезості утворювалися без дозволу влади і в обхід заборони давати будь-які клятви, крім присяги цареві, завдали значної шкоди винокурній промисловості (в Ковенській губернії в 1859 було закрито 87 винокурних заводів) і доходам скарбниці (у литовських губерніях виплачені збирачам акцизу платні в 1860 перевищили акцизні збори від продажу алкогольних напоїв), викликали обґрунтовані побоювання властей як форма громадянської самоорганізації.